# Корокі Махута
Корокі Махута (маор. Korokī Mahuta; 16 червня 1906 — 18 травня 1966) — п'ятий  король маорі (1933—1966). Старший син четвертого маорійського короля Те Рата Махути та його дружини Те Уранга Матай з маорійського племені Нгаті Корокі, на честь якого він і отримав своє ім'я.

## Життєпис
Корокі Махута народився 16 червня 1906 року у Ваахі в регіоні Ваїкато. 
Корокі мав двох дочок від Те Паєй Райхе, з якою був одружений у 1920-х роках. Приблизно в 1930 році маорийська лідерка в регіоні Ваїкато Те Пуеа Херангі домовилася з Короки про його шлюб з її племінницею Те Атайрангікау, дочкою її брата Ванакоре Херангі. У Те Атаірангікааху від Корокі у 1931 році народилася дочка Пікі. У 1939 році подружжя всиновили сина Роберта Махуту. Корокі з родиною мешкали у Ваахі.
Те Рата Махута, батько Корокі, помер 1 жовтня 1933 року, коли Корокі було лише 24 роки. Корокі був обраний спадкоємцем батькового трону, хоча маорійську корону він приймати не особливо хотів. Коронація відбулася 8 жовтня 1933 року, в день поховання його батька.
Перші кілька років правління він був під пильним наглядом Тумате та Тонга, батькових братів, та Хаунуі Тафіао, брата його діда, короля Махути. Впродовж правління головними його довіреними особами і прибічниками були Пей Те Хурінуі Джонс та Пірі Поутапу.
30 грудня 1953 року він приймав королеву Великої Британії Єлизавету II, коли вона відвідала його офіційну резиденцію у Турангавае-Марає в Нгаруавахії під час коронаційного туру. 
Помер король Корокі у Нгаруавахії 18 травня 1966 року.  Похований 23 травня того ж року на горі Таупірі як і всі попередні маорійські королі. Його трон успадкувала донька Пікі, яка на коронації взяла собі ім'я своєї матері Те Атаірангікааху.